# Augustin Kock
Augustin Kock, född 2 april 1886 i Ängelholm, död 2 september 1956, var en svensk konsertsångare.   

## Biografi
Mellan 1907 och 1911 idkade han sångstudier för Carolina Östberg och O. Lomberg samt 1913–14 för W. Hirschberg i Berlin.  
Ofta anges Augustin Kock vara den som skrev den svenska texten till Adam: Cantique de noël - O helga natt, men det verkar inte vara rimligt eftersom verserna 1. O, helga natt och 3. Ty Frälsar'n... trycktes första gången i Sions toner 1889. Då var Augustin Kock bara 3 år gammal. Augustin Kock skrev bara svensk text till motsvarande vers 2. i den franska sången Cantique de noël. Den börjar "Saliga tro..." och sjöngs av Sven-Olof Sandberg i Ingmar Bergmans film Hamnstad. Se JULSÅNGER UTAN GRÄNSER (sstpf.se) 
1911 gjorde han en lyckad debut på Kungliga teatern som Tonio i Pajazzo och företog 1912 sångarturnéer i de skandinaviska länderna. Han var 1915–21 kantor och kördirigent i Katarina kyrka och var från 1915 konsertsångare och sånglärare i Stockholm. Kocks röst var en hög baryton. Kock utgav diktsamlingen Vilja och tro 1922.

## Familj
Augustin Kock var son till kyrkoherden i Ängelholm, prosten Frans Kock (1828–1901) och Augusta Nordström.
Augustin Kock var gift med Alma Sofia Tengstrand (1875–1956). Hon var barnbarn till översten Otto Edelstam och barnbarnsbarn till landshövdingen Gustaf Edelstam.